# 스기야마 고지
스기야마 고지(일본어: 杉山 耕二, 1998년 4월 19일~)는 일본의 축구 선수이다.

## 구단 경력
그는 2021년 일본 지역 리그의 도쿄 유나이티드 FC에 입단했다. 2022년 J2리그의 파지아노 오카야마로 이적했다. 2022년 7월부터 2023년까지 일본 풋볼 리그의 도쿄 무사시노 유나이티드 FC와 베르스파 오이타에서 뛰었다. 2024년 J3리그의 기라반츠 기타큐슈로 이적했다.